# .vn
.vn este un domeniu de internet de nivel superior, pentru Vietnam (ccTLD).